# ویلفرد کانون
ویلفرد کانون (انگلیسی: Wilfried Kanon؛ زادهٔ ۶ ژوئیهٔ ۱۹۹۳) بازیکن فوتبال اهل ساحل عاج است.
از باشگاه‌هایی که در آن بازی کرده است می‌توان به باشگاه فوتبال امپولی و باشگاه فوتبال ادو دن هاخ اشاره کرد.
وی همچنین در تیم ملی فوتبال ساحل عاج بازی کرده است.